# Karene (Distrikt)
Karene war bis 1961 und ist seit Mitte 2017 einer von drei Distrikten in der ebenfalls 2017 gegründeten Provinz North West in Sierra Leone. Er hat (Stand 2021) 290.313 Einwohner in 13 Chiefdoms. Er untergliedert sich weiterhin in fünf Wahlkreise und 21 Wards.
Verwaltungssitz ist Kamakwie.